# Strada europea E533
La strada europea E533 è una strada europea che collega Monaco di Baviera ad Innsbruck. Come si evince dalla numerazione, si tratta di una strada di classe B posta nell'area delimitata a nord dalla E50, a sud dalla E60, ad ovest dalla E35 e ad est dalla E45.

## Percorso
La E533 è definita con i seguenti capisaldi di itinerario: "Monaco di Baviera - Garmisch-Partenkirchen - Mittenwald - Seefeld - Füssen".